# Tarista albiapicalis
Tarista albiapicalis är en fjärilsart som beskrevs av William Schaus 1916. Tarista albiapicalis ingår i släktet Tarista och familjen nattflyn. Inga underarter finns listade i Catalogue of Life.